# يو إف سي 76
يو إف سي 76: ضربة قاضية (بالإنجليزية: UFC 76: Knockout )‏ هو حدث لفنون القتال المختلطة نظمته يو إف سي، أُقيم في 22 سبتمبر 2007، على هوندا سنتر في آناهايم، كاليفورنيا، الولايات المتحدة.